# Tour della nazionale maschile di rugby a 15 dell'Australia 1962
Dopo aver ospitato, gli All Blacks poche settimane prima, nel 1962 la nazionale australiana di rugby a 15 si recò in Nuova Zelanda.
Per la prima volta la Bledisloe Cup viene assegnata con incontri in entrambi i paesi: due in Nuova Zelanda e tre in Australia.
I Neozelandesi la manterranno con 4 vittorie e un pareggio.

## Risultati principali
| Arbitro: | Clifford McAuley |

| |            | |
| mete: Morrissey c.p.: Don Clarke 2 | Marcatori  | c.p.: Chapman 3 |
| 15.Don Clarke, 14.Peter Morrissey, 13.Paul Little, 12.Raymond Moreton, 11.Rod Heeps, 10.Thomas Wolfe, 9.Desmond Connor, 8.David Graham, 7.Waka Nathan, 6.Kel Tremain, 5.Ian MacEwan, 4.Colin Meads, 3.Ian Clarke, 2.Denis Young, 1.Wilson Whineray (c) | Formazioni | 15.Jim Lenehan, 14.Keith Walsham, 13.Beres Ellwood, 12.Jim Boyce, 11.James Douglas, 10.Phil Hawthorne, 9.Ken McMullen, 8.Rob Heming, 7.Geoff Chapman, 6.Ted Heinrich, 5.Dick Thornett, 4.John Thornett (c), 3.John Freedman, 2.Peter Johnson, 1.Jon White |

| 1962 | Southland | 16 – 11 | Australia XV |  |

| Arbitro: | Allan Farquhar |

| |            | |
| c.p.: Don Clarke | Marcatori  | |
| 15.Don Clarke, 14.Peter Morrissey, 13.Raymond Moreton, 12.Tony Davies, 11.Rod Heeps, 10.Bruce Watt, 9.Desmond Connor, 8.Keith Nelson, 7.Waka Nathan, 6.David Graham, 5.Ian MacEwan, 4.Stan Meads, 3.Jules le Lievre, 2.John Creighton, 1.Wilson Whineray (c) | Formazioni | 15.Jim Lenehan, 14.James Douglas, 13.Dick Marks, 12.Beres Ellwood, 11.Jim Boyce, 10.Phil Hawthorne, 9.Ken Catchpole, 8.Rob Heming, 7.Geoff Chapman, 6.Peter Crittle, 5.Dick Thornett, 4.John Thornett (c), 3.John Freedman, 2.Peter Johnson, 1.Jon White |

| Arbitro: | Allan Farquhar |

| |            | |
| mete: Heeps Herewini, Morrissey trasf.: Don Clarke 2 Drop: Herewini | Marcatori  | mete: Lenehan trasf.: Chapman c.p.: Chapman |
| 15.Don Clarke, 14.Peter Morrissey, 13.Paul Little, 12.Tony Davies, 11.Rod Heeps, 10.Macfarlane Herewini, 9.Desmond Connor, 8.Keith Nelson, 7.David Graham, 6.Waka Nathan, 5.Stan Meads, 4.Colin Meads, 3.Barry Thomas, 2.Denis Young, 1.Wilson Whineray (c) | Formazioni | 15.Jim Lenehan, 14.James Douglas, 13.Dick Marks, 12.Beres Ellwood, 11.Jim Boyce, 10.Phil Hawthorne, 9.Ken McMullen, 8.Rob Heming, 7.Geoff Chapman, 6.Peter Crittle, 5.Dick Thornett, 4.John Thornett (c), 3.John Freedman, 2.Peter Johnson, 1.Jon White |